# 1647 en France
Chronologie de la France
- 1643
- 1644
- 1645
- 1646
- 1647
- 1648
- 1649
- 1650
- 1651

Cette page concerne l’année 1647 du calendrier grégorien.

## Événements
- 1er et 5 février : début d’une controverse avec Jacques Forton, sieur de Saint-Ange, que Pascal et ses amis Raoul Hallé de Monflaines et Adrien Auzout accusent de soutenir douze propositions proches de l’hérésie (30 avril)[1].

- 27 mars-4 mai : la duchesse de Longueville revient de Münster pour faire ses couches à Paris[2]. La Rochefoucauld revient lui-même à Paris dans le courant de mai[3].

- 11 avril : La Rochefoucauld fait son entrée à Poitiers[4].

- 5 mai : Fouquet est intendant de l’armée de Flandre[5].

- 18 juillet : Michel Particelli d’Émery devient surintendant des finances[6].

- 10 août : mort de Faucon de Ris, premier président du Parlement de Rouen, malaise qui suit l’observation qu'ils étaient treize à table[7].
- 27 août : Nani, ambassadeur de Venise, observe que Mazarin a d’un seul coup ou presque un visage pâle et les cheveux blancs. Nani y voit l’effet de la mauvaise année 1647[8].

- 7 septembre : enregistrement de l’Édit du tarif, pris un an plus tôt[9] : forte augmentation des droits d'octroi. Le Parlement demande à nouveau en vain que son application soit limitée aux riches marchands des Six-Corps.
- 11 septembre : arrivée à Paris de Laure Mancini, future duchesse de Mercœur. Mazarin fait venir ses neveux et nièces de Rome ; la première expédition comprend Anne-Marie Martinozzi, Paul Jules Mancini, Laure Mancini et Olympe Mancini[10]. Ils font en juin un séjour à Aix où ils sont confiés pour apprendre la langue et les manières à Mme de Venel (Marie Gaillard) épouse d’un conseiller au Parlement d’Aix. Cette dame leur sert de gouvernante pendant environ trois mois[11].
- 22 septembre : le maréchal de Gassion fait le siège de Lens. Il est mortellement blessé le 28 septembre[12]. Fouquet y est.

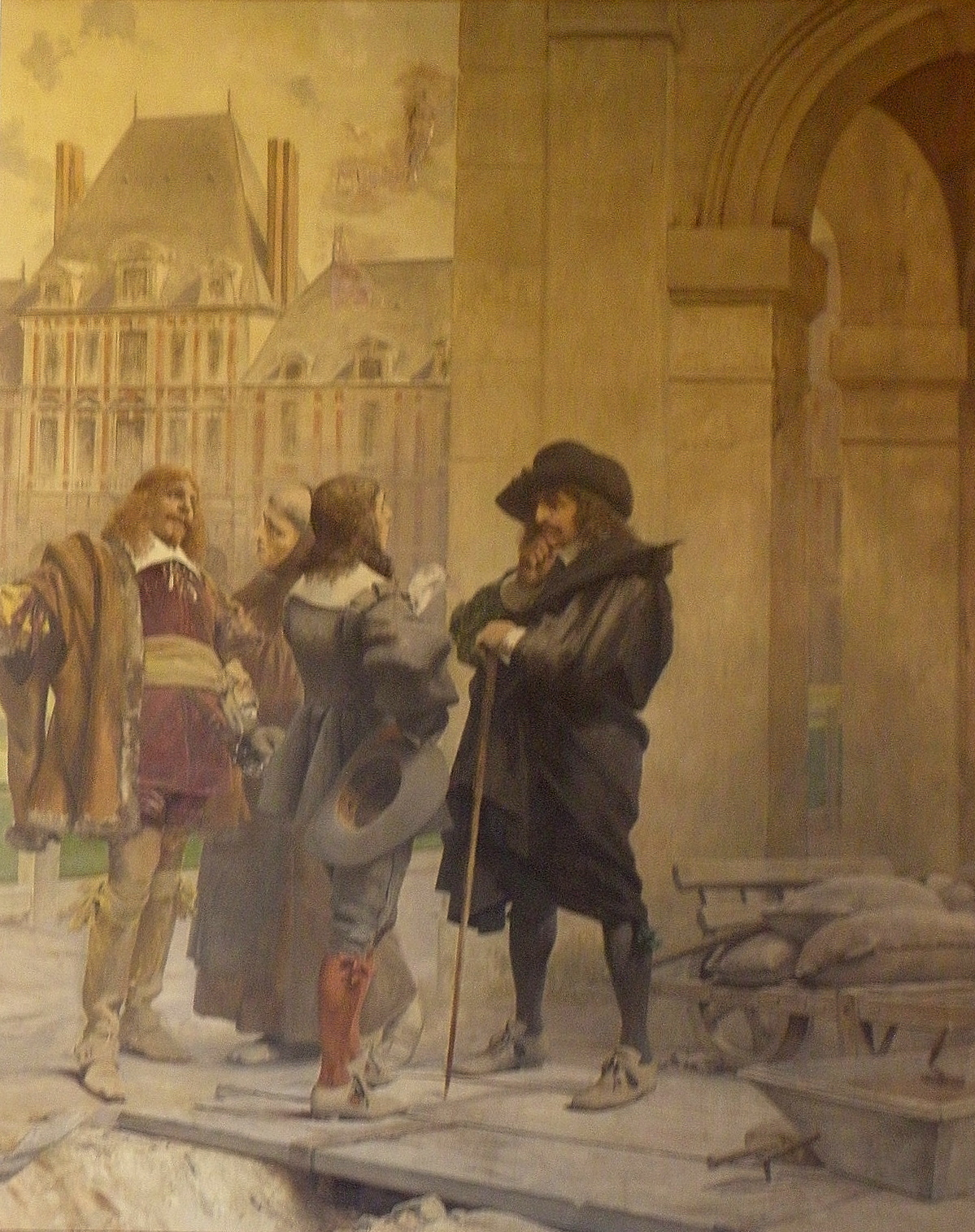
Descartes et Pascal, salle péristyle de la Sorbonne.

- 23 - 24 septembre : visites de Descartes à Pascal[13].

- 2 octobre : mort à Arras du maréchal de maréchal de Gassion, blessé d’un coup de mousquet au siège de Lens alors qu’il essayait d’arracher un pieu de palissade[14].
- 3 octobre : reddition de Lens[12].

- 8 octobre : Pascal publie les Expériences nouvelles touchant le vide[13].

- 2 - 28 novembre : tombé malade d’une fièvre quarte au siège de Lérida, voyage de Bussy de Barcelone jusqu’en Bourgogne[15].
- 11 novembre : Louis XIV tombe malade, début d’une petite vérole[16].
- 21 novembre : le roi est au plus mal[16]. Lors d’un souper donné par l’abbé de La Rivière, on aurait bu ostensiblement à la santé du duc d'Orléans, qui héritait le trône si le roi passait[17]. Le cardinal Mazarin se rapproche aussitôt de Condé, rentré d’Espagne le 7 novembre, et lui confie l’armée de Flandre[18].
- 29 novembre : Mazarin annonce aux diplomates le rétablissement du roi[16].